# Фелікс Кастільйо
Фелікс Кастільйо Тардіо (ісп. Félix Castillo Tardío, нар. 21 лютого 1928, Ліма, Перу — пом. 12 жовтня 1978, Ліма) — перуанський футболіст, що грав на позиції нападника і півзахисника.

## Клубна кар'єра
Фелікс Кастільйо розпочав виступи на футбольних полях у складі команди «Альянса Ліма» у 1945 році. У складі команди в 1948 році футболіст став чемпіоном Перу. У 1950–1951 роках футболіст грав у складі колумбійської команди «Америка де Калі», після чого на початку 1952 року повернувся до складу «Альянси», у складі якої грав до 1960 року, та здобув у складі команди ще 3 титули чемпіона країни.

## Виступи за збірну
У 1947 році Фелікс Кастільйо дебютував у складі національної збірної Перу. У складі збірної футболіст брав участь у чемпіонатах Південної Америки 1947 року, 1949 року, 1955 року, і 1956 року, після якого до збірної не викликався. загалом провів на чемпіонаті континенту 31 матч, у якому відзначився 8 забитими м'ячами.

## Титули й досягнення
- Чемпіон Перу (4):

«Альянса Ліма»: 1948, 1952, 1954, 1955